# Alargamento da Organização das Nações Unidas
Em dados de 2016, as Nações Unidas possuem 193 Estados-membros, que integram igualmente a Assembleia Geral das Nações Unidas. A lista a seguir relaciona os Estados-membros das Nações Unidas por ordem cronológica de sua admissão à organização, listando também Estados predecessores e seus respectivos sucessores. Os países seguidos do símbolo "→" adotaram nova nomenclatura, foram sucedidos na organização por outro Estado, mesclaram-se com outros governos ou foram simplesmente extintos. 

## Cronologia

### Década de 1940

#### 1945 (Membros fundadores)
A Organização das Nações Unidas foi fundada oficialmente em 24 de outubro de 1945, após a ratificação da Carta das Nações Unidas pelos cinco Membros Permanentes do Conselho de Segurança (China, Estados Unidos, França, Reino Unido e a então União Soviética) e a maioria dos demais países signatários. No ano de 1945, um total de 51 Membros originais (ou Membros fundadores) uniram-se à organização; 50 destes países assinaram a Carta durante a Conferência das Nações Unidas sobre Organização Internacional em São Francisco em 26 de junho daquele ano. A Polônia, que não enviou representação ao evento, assinaria o documento somente em 15 de outubro. 
24 de outubro de 1945
- Arábia Saudita
- Argentina
- Bielorrússia
- Brasil
- Chile
- China
- Cuba
- Dinamarca
- Egito
- El Salvador
- Estados Unidos
- Filipinas
- França
- Haiti
- Irão
- Iugoslávia
- Líbano
- Luxemburgo
- Nicarágua
- Nova Zelândia
- Paraguai
- Polónia
- Reino Unido
- Síria
- Turquia
- Ucrânia

25 de outubro de 1945
- Grécia

30 de outubro de 1945
- Índia

31 de outubro de 1945
- Peru

1 de novembro de 1945
- Austrália

2 de novembro de 1945
- Costa Rica
- Libéria

5 de novembro de 1945
- Colômbia

7 de novembro de 1945
- África do Sul
- México

9 de novembro de 1945
- Canadá

13 de novembro de 1945
- Etiópia
- Panamá

14 de novembro de 1945
- Bolívia

15 de novembro de 1945
- Venezuela

21 de novembro de 1945
- Guatemala

27 de novembro de 1945
- Noruega

10 de dezembro de 1945
- Países Baixos

17 de dezembro de 1945
- Honduras

18 de dezembro de 1945
- Uruguai

21 de dezembro de 1945
- Equador
- Iraque

27 de dezembro de 1945
- Bélgica

#### 1946
19 de novembro de 1946
- Afeganistão
- Islândia
- Suécia

16 de dezembro de 1946
- Sião →  Tailândia

#### 1947
30 de setembro de 1947
- Paquistão
- Iêmen do Norte →  Iêmen

#### 1948
19 de abril de 1948
- Burma →  Myanmar

#### 1949
11 de maio de 1949
- Israel

### Década de 1950

#### 1950
28 de setembro de 1950
- Indonésia

#### 1955
14 de dezembro de 1955
- Albânia
- Bulgária
- Camboja
- Ceilão →  Sri Lanka
- Espanha
- Finlândia
- Hungria
- Irlanda
- Itália
- Jordânia
- Laos
- Líbia
- Nepal
- Portugal
- Roménia

#### 1956
12 de novembro de 1956
- Marrocos
- Sudão
- Tunísia

18 de dezembro de 1956
- Japão

#### 1957
8 de março de 1957
- Gana

17 de setembro de 1957
- Malásia

#### 1958
22 de fevereiro de 1958
- Egito
- República Árabe Unida

12 de dezembro de 1958
- Guiné

### Década de 1960

#### 1960
20 de setembro de 1960
- Alto Volta
- Daomé →  Benim
- Camarões
- Congo →  República do Congo
- Chipre
- Gabão
- Madagáscar
- Níger
- República Democrática do Congo
- República Centro-Africana
- Somália
- Togo

28 de setembro de 1960
- Mali
- Senegal

7 de outubro de 1960
- Nigéria

#### 1961
27 de setembro de 1961
- Serra Leoa

27 de outubro de 1961
- Ilhas Maurícias
- Mónaco

14 de dezembro de 1961
- Tanganica →  República Unida da Tanzânia

#### 1962
18 de setembro de 1962
- Burquina Fasso
- Jamaica
- Ruanda
- Trinidad e Tobago

8 de outubro de 1962
- Argélia

25 de outubro de 1962
- Uganda

#### 1963
14 de maio de 1963
- Kuwait

16 de dezembro de 1963
- Quênia
- Zanzibar

#### 1964
1 de dezembro de 1964
- Malawi
- Malta
- Zâmbia

#### 1965
20 de janeiro de 1965
- Indonésia deixa as Nações Unidas

21 de setembro de 1965
- Gâmbia
- Maldivas
- Singapura

20 de setembro de 1966
- Guiana

28 de setembro de 1966
- Indonésia regressa às Nações Unidas

17 de outubro de 2016
- Botswana
- Lesoto

9 de dezembro de 1966
- Barbados

#### 1967
14 de dezembro de 1967
- Iémen do Sul →  Iêmen

#### 1968
24 de abril de 1968
- Ilhas Maurícias

24 de setembro de 1968
- Essuatíni

12 de novembro de 1968
- Guiné Equatorial

### Década de 1970

#### 1970
13 de outubro de 1970
- Fiji

#### 1971
21 de setembro de 1971
- Bahrein
- Butão
- Catar

7 de outubro de 1971
- Omã

9 de dezembro de 1971
- Emirados Árabes Unidos

#### 1973
18 de setembro de 1973
- República Federal Alemã →  Alemanha
- Alemanha Oriental →  Alemanha
- Bahamas

#### 1974
17 de setembro de 1974
- Bangladesh
- Granada
- Guiné-Bissau

#### 1975
16 de setembro de 1975
- Cabo Verde
- República Popular de Moçambique →  Moçambique
- São Tomé e Príncipe

10 de outubro de 1975
- Papua-Nova Guiné

12 de novembro de 1975
- Comores

4 de dezembro de 1975
- Suriname

#### 1976
21 de setembro de 1976
- Seicheles

1 de dezembro de 1976
- Angola

15 de dezembro de 1976
- Samoa

#### 1977
20 de setembro de 1977
- Djibuti
- Vietname

#### 1978
19 de setembro de 1978
- Ilhas Salomão

18 de dezembro de 1978
- Dominica

#### 1979
18 de setembro de 1979
- Santa Lúcia

### Década de 1980

#### 1980
25 de agosto de 1980
- Zimbabwe

16 de setembro de 1980
- São Vicente e Granadinas

#### 1981
15 de setembro de 1981
- Vanuatu

25 de setembro de 1981
- Belize

11 de novembro de 1981
- Antígua e Barbuda

#### 1983
23 de setembro de 1983
- São Cristóvão e Neves

#### 1984
21 de setembro de 1984
- Brunei

### Década de 1990

#### 1990
23 de abril de 1990
- Namíbia

18 de setembro de 1990
- Liechtenstein

#### 1991
24 de agosto de 1991
- Ucrânia

17 de setembro de 1991
- Coreia do Norte
- Coreia do Sul
- Estados Federados da Micronésia
- Estónia
- Ilhas Marshall
- Letônia
- Lituânia

#### 1992
2 de março de 1992
- Armênia
- Cazaquistão
- Moldávia
- Quirguistão
- San Marino
- Tajiquistão
- Uzbequistão

22 de maio de 1992
- Bósnia e Herzegovina
- Croácia
- Eslovênia

31 de julho de 1992
- Geórgia

#### 1993
19 de janeiro de 1993
- Eslováquia
- Suíça

8 de abril de 1993
- Macedônia do Norte

28 de maio de 1993
- Eritreia
- Mónaco

28 de julho de 1993
- Andorra

#### 1994
15 de dezembro de 1994
- Palau

#### 1999
14 de setembro de 1999
- Kiribati
- Nauru
- Tonga

### Década de 2000

#### 2000
5 de setembro de 2000
- Tuvalu

1 de novembro de 2000
- Iugoslávia →  Sérvia e Montenegro →  Sérvia

#### 2002
10 de setembro de 2002
- Suíça

27 de setembro de 2002
- Timor-Leste

#### 2006
28 de junho de 2006
- Montenegro

### Década de 2010

#### 2011
14 de julho de 2011
- Sudão do Sul